# Chas Mijnals

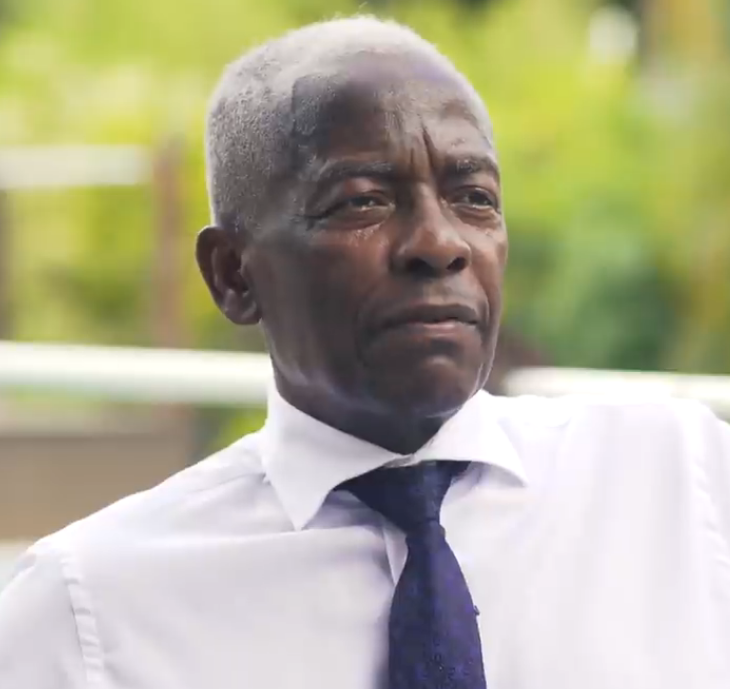
Mijnals in 2020

Chas Nelson Mijnals (Paramaribo, 29 juni 1947) is een Surinaams jurist en voormalig militair en diplomaat.

## Leger
Mijnals was opgeleid in Nederland als militair en werd na zijn terugkeer in Suriname sergeant in het Surinaamse leger en lid van de Revolutionaire Volkspartij. Na de staatsgreep in 1980 maakte hij deel uit van de junta, de Nationale Militaire Raad (NMR), die het land ging besturen. Met de administratieve coup van 13 augustus 1980 trok Bouterse de macht naar zich toe. In september 1980 ontstond er binnen de NMR een linkervleugel, bestaande uit Mijnals, Badrissein Sital en Stanley Joeman die onenigheid kregen met Desi Bouterse over de te volgen politieke koers. Bouterse arresteerde hierop Sital en Joeman en deze werden veroordeeld tot drie jaar gevangenisstraf. Na een aantal maanden echter besloot Bouterse zelf de koers naar links te verleggen, werden Sital en Joeman weer vrijgelaten en kreeg Mijnals een belangrijke post in het leger. Hij was als militair onder meer betrokken bij de arrestatie van Ronnie Brunswijk die zich vanuit de jungle verzette tegen Bouterse en heeft deze persoonlijk naar de marinebasis gebracht nadat twee lijfwachten van Brunswijk door het arrestatieteam waaronder Bouterse en hijzelf, waren vermoord.

## Ambassadeurschap
In 1999 ontstond er opnieuw een verwijdering tussen Bouterse en Mijnals tijdens de regering van Jules Wijdenbosch. Mijnals werd nadien in 2000 benoemd tot ambassadeur van Suriname in India. Op zijn functioneren als ambassadeur kwam kritiek vanuit Suriname vanuit de Hindoestaanse bevolkingsgroep. Men had juist in India liever iemand met een Hindoestaanse achtergrond gezien.

## Bij terugkeer
Bij zijn terugkeer in Suriname werd hij eerst geparkeerd in een overbodige ambtelijke baan als onderdirecteur financiën bij de SLM, aanbevolen door zijn vriend de vakbondsleider Fred Derby. Hierna werd hij actief als voorzitter van de Stichting Jongeren in Opmars die studenten beter wil voorbereiden op een bestuurlijke toekomst in Suriname. In 2006 was hij een van de oprichters van het Suriname Entrepreneurs Platform (SEP) ter ondersteuning van kleinschalig ondernemen. Mijnals stond tot 22 februari 2007 op de voorlopige lijst van verdachten voor het proces van de Decembermoorden maar werd daarvan afgehaald omdat er niet voldoende bewijzen voor zijn betrokkenheid konden worden gevonden. In juni 2008 was hij mede-oprichter van de politieke partij Permanente Voorspoed Republiek Suriname (PVRS).
Hij is in de jaren 2010 advocaat bij het Hof van Justitie en deeltijds docent zakenrecht aan de Anton de Kom Universiteit van Suriname. 

## politiek
Sinds de oprichting van de Permanente Voorspoed Republiek Suriname (PVRS) in 2008 is hij voorzitter/partijleider.
Tijdens de verkiezingen van 2025 stond hij op nummer 3 van de lijst van samenwerkende partijen OPTSU.